# Destilando amor
 (mai 2022).
Si vous disposez d'ouvrages ou d'articles de référence ou si vous connaissez des sites web de qualité traitant du thème abordé ici, merci de compléter l'article en donnant les références utiles à sa vérifiabilité et en les liant à la section « Notes et références ».
Mundo de fieras (2006-2007) Pasión (2007-2008)
Destilando amor est une telenovela mexicaine diffusée en 2007 sur Canal de las Estrellas.

## Distribution
- Angélica Rivera - Gaviota Villareal
- Sergio Sendel - Aaron Santos
- Eduardo Yáñez - Don Rodrigo Montalvo
- Martha Julia - Isadora Duarte
- Chantal Andere - Minerva Olmos Vda. de Montalvo
- Ana Martín - Clara Hernandez Garcia de Thomas
- Fernanda Castillo - Daniela Montalvo Santos de Pérez
- Ana Patricia Rojo - Sofía Montalvo Santos Viuda de De La Vega de O'Brien
- Julio Camejo - Francisco de la Vega y Chavero / Chávez
- Martha Roth - Doña Pilar Gil Vda de Montalvo
- Olivia Bucio - Fedra Iturbe de Montalvo
- Alejandro Tommasi - Don Bruno Montalvo Gil
- Jan - Patricio Iturbe Solórzano
- Edgardo Eliezer - Elvis Pérez III
- Carlos de la Mota - James O'Brien
- Gustavo Rojo - Néstor Videgaray
- René Strickler - Dr. Alonso Santoveña
- Joana Benedek - Pamela Torreblanca
- Julio Alemán - Roberto Avellaneda
- Roberto Vander - Ricardo Duarte
- Norma Lazareno - Nuria Toledo de Duarte
- Pedro Armendáriz Jr. - Mr. Irving Thomas
- Juan Peláez - Ministerio Público
- Theo Tapia - Gaspar Torreblanca
- Alicia Encinas - Bárbara de Torreblanca
- José Luis Reséndez - Hilario Quijano
- Patricia Manterola - Erika Robledo
- Raúl Padilla "Chóforo" - Crispín Castaño
- Miguel Galván - Carmelo
- Jaime Garza - Román Quijano
- Adriana Laffan - Ofelia de Quijano
- Mariana Ríos - Sanjuana Escajadillo de Quijano
- María Prado - Doña Josefina "Jose" Chávez
- Gabriela Goldsmith - Cassandra Santoveña
- Adalberto Parra - Melitón
- Bibelot Mansur - Acacia
- Julieta Bracho - Elvira
- Kelchie Arizmendi - Evita
- Luis Uribe - Lic. Lorenzo Oñate
- Pedro Weber "Chatanuga" - Othon Argüeyo
- Juan Verduzco - Padre Cosme
- Javier Ruán - Demetrio Urban
- Rosangela Balbó - Josephine
- Toño Infante - Gelasio Barrales
- Jacqueline Voltaire - Felicity
- Ricardo Silva - Rolando
- Rebeca Mankita - Colette
- Rubén Morales - Lic. Quintana
- Julio Vega - Lic. Montesinos
- Ricardo Vera - Lic. Soto
- Juan Carlos Casasola - Lic. Grajales
- Salvador Ibarra - Lic. Medina
- Ricardo Kleinbaum - Lic. López
- Alejandro Aragón - Maximino Vallejo
- Rosita Bouchot - Flavia
- Archie Lanfranco - Benvenuto Bertolucci
- David Ostrosky - Eduardo Saldívar
- Hugo Macías Macotela - Arnulfo
- Jorge Ortiz de Pinedo - Renato
- Arturo Carmona - Alfredo Loyola
- Rafael del Villar - Eugenio Ferreira'
- Erick Guecha - Nelson
- Malillany Marín - Albertina (Prostituée à Paris)
- Laura Flores - Priscila Yurente
- Marco Uriel - Olavarría
- Manuel Landeta - Rosemberg
- Alma Muriel - procureur général
- José Julián - chanteur
- Silvia Ramírez - Lluvia Camargo
- Yuliana Peniche - Margarita
- Luis Mario Quiroz - Paulino Tejeiros
- Rebeca Manríquez - Agripina
- Milton Cortés - Socio Cubano de Aarón
- Felipe Nájera - Carlos
- Zamorita - Brujo
- Saraí Meza - Gaviota (jeune)

Participations spéciales:
- Jorge Vargas - Felipe Montalvo Gil
- Irma Lozano - Constanza Santos de Montalvo
- Joaquín Cordero - Don Amador Montalvo

## Diffusion internationale
- Canal de las Estrellas: Lundi au Vendredi à 21h00 (2007) / TLNovelas (rediffusée)
- Gama TV
- La 1 / Nova
- SBT
- TCS
- América Televisión
- Venevisión
- Canal 9
- Teledoce
- Telefuturo
- RTV Pink
- Pink BH
- Pink M
- HRT
- Mega (2007, 2013) / La Red (2008) / TVN (2016)
- Univision
- RCN Televisión
- Zone Romantica
- Sitel
- Telemicro
- Bolivisión
- Imedi TV
- Televicentro
- CCTV-8
- TV3
- Acasă
- Markíza

## Autres versions
- Café con aroma de mujer (RCN Televisión, 1994-1995)
- Paloma (TV Azteca, 2001-2002)
- Café con aroma de mujer (RCN Televisión/Telemundo, 2021)